# محمد المختار ولد السعد
الدكتور محمد المختار ولد السعد (1953 المذرذرة) مؤرخ، باحث ومترجم عربي من موريتانيا أستاذ مشارك  للتاريخ الحديث بجامعة نواكشوط له بحوث عديدة في التاريخ الاقتصادي وتاريخ القضاء والفتوى في الغرب الإسلامي.

## مسيرته العلمية
حصل على شهادة  الثانوية العامة شعبة الآداب العصرية من ثانوية البنين  1974 في انواكشوط، ثم الباكلوريوس في التاريخ من المدرسة العليا للأساتذة 1982، وشهادة الدراسات المعمقة في التاريخ الحديث من جامعة تونس 1983، ثم شهادة الدكتوراه من جامعة تونس الأولي 2000.

## مسيرته المهنية
عمل الدكتور السعد أستاذا للتاريخ في جامعة نواكشوط منذ 1984. وأصبح رئيس قسم التاريخ بكلية الآداب والعلوم الإنسانية في نفس الجامعة 1986. وقد أسس مخبر الدراسات والبحوث التاريخية بنفس الجامعة 1991. أصبح عضوا في اتحاد المؤرخين العرب1987. واختير 1989 كأول رئيس  لرابطة المؤرخين الموريتانيين. تم تعيينه باحثا بدائرة القضاء بإمارة أبوظبي منذ 2009.

## أهم منشوراته
- دراسات في التاريخ الموريتاني: مقاربات منهجية ومعالجات سوسيوثقافية.
- القبيلة والبني القبلية بين الثبات والتغير من خلال مسألة العاقلة.
- دراسة وتحقيق فتاوى ووثائق قسم الديات خلال القرون 18-20. بالتعاون مع د. يحيى بن البراء.
- حرب شربُبَّه أو أزمة القرن السابع عشر في الجنوب الغربي الموريتاني.
- نوازل حمى الله التيشيتي (ت. 1189هـ/1755م)، دراسة وتحقيق.
- الإمارات والنظام الأميري الموريتاني: النشأة والأطوار السياسية الكبري.
- تجربة التطور الديمقراطي في موريتانيا: السياق – الوقائع – آفاق المستقبل. بالتعاون مع أ.د. محمد بن عبد الحي.
- الإمارات والنظام الأميري الموريتاني: النشأة والأطوار السياسية الكبري.
- عوائق الإبداع في الثقافة العربية، بين الموروث الآسر وتحديات العولمة.
- إمارة الترارزة وعلاقاتها التجارية والسياسية مع الفرنسيين من 1703 إلى 1860.
- الفتاوى والتاريخ. دراسة لمظاهر من الحياة الاقتصادية والاجتماعية في موريتانيا من خلال فقه النوازل. نص الصفحة.[1]

## أهم ترجماته
بالتعاون مع الدكتورين سيدى عبد الله بن المحبوبي ومحمد بباه بن محمد ناصر، قام الدكتور السعد بترجمة مذكرات المختار ولد داداه من الفرنسية إلى العربية تحت عنوان: موريتانيا رهان التحديات الكبرى.